# Фердинанд Гогенцоллерн
Фердинанд Гогенцоллерн-Зигмаринген (нем. Ferdinand Maria Fidelis Leopold Meinrad Valentin Prinz von Hohenzollern; род. 14 февраля 1960, Зигмаринген, земля Баден-Вюртемберг) — немецкий принц из дома Гогенцоллерн-Зигмаринген. Младший (третий) сын принца Фридриха Вильгельма Гогенцоллерна (1924—2010), главы дома Гогенцоллерн-Зигмаринген (1965—2010), и принцессы Маргариты Лейнингенской (1932—1996).

## Биография
Родился в городе Зигмаринген (земля Баден-Вюртемберг). Его крестным отцом был Луи Фердинанд, принц Прусский.
Принц Фердинанд Гогенцоллерн-Зигмаринген является четвёртым в неофициальной очереди на наследование румынского королевского престола. Будучи потомком королевы Великобритании Виктории, он также находится в линии наследования британского престола. Будучи внуком Княгини Императорской крови Марии Кирилловны входит в линию правообладателей на Российский Престол в иностранных династиях.
В 1996 году он женился на графине Илоне Кальноки фон Кёрёшпатаки, дочери графа Алоиса Кальноки фон Кёрёшпатаки и баронессы Зиглинды Ор. У Илоны также была сестра Александра (род. 1966), которая в 1995 году вышла замуж за принца Эммануила Александра Пия Фридриха Франца Лихтенштейна (род. 1964), потомка князя Эдуарда Франца Лихтенштейна (1808—1864).
Гражданская церемония бракосочетания Фердинанда и Илоны состоялась 10 мая 1996 года в Зигмарингене (Баден-Вюртемберг), церковный брак был заключен 3 августа 1996 года в Чичове (Словакия). Их дети:
- Принц Алоиз Мария Фридрих Карл Гогенцоллерн (род. 6 апреля 1999)
- Принц Фиделис Мария Алексис Антон Ханс Гогенцоллерн (род. 25 апреля 2001)
- Принцесса Виктория Маргарита Зиглинда Иоганна Изабелла Мария Гогенцоллерн (род. 28 января 2004)

Алоиз учится в колледже Клифтона, школе на юго-западе Англии.
Фердинанд Гогенцоллерн — архитектор. Он и его семья живут в собственном доме в Германии, который он построил сам. Поскольку принц Луи Фердинанд Прусский был его крестным отцом, он много времени провёл в замке Гогенцоллерн.